# Monique Bastiaans
Monique  Bastiaans (1954) artista, escultora neerlandesa y española.   Crea instalaciones monumentales e intervenciones efímeras en espacios públicos y privados. Sus obras  introducen elementos  lúdicos en paisajes rurales o urbanos, estableciendo una relación tan intensa que los mimetiza. Sus esculturas fusionan forma, color y material en una unidad inseparable provocando una sensación de irrealidad y magia.

## Biografía
Monique Bastiaans nació en Jemappes, Mons, Bélgica. Su madre era belga y su padre neerlandés, trasladándose a este país, Países Bajos. Vivió en Tilburg y en Margraten hasta su traslado a Utrecht en 1972. Estudió en la Academia Artibus, Facultad de Bellas Artes de Utrecht, en la especialidad de escultura. En esta ciudad expuso por primera vez en 1982 y realizó obras por encargo para diversos ayuntamientos.
En Países Bajos formó parte de colectivos de artistas contemporáneos que compartían edificios para trabajar, organizando exposiciones y encuentros conjuntos. 
Su residencia, formación y trabajo en Países Bajos ha llevado a identificar a Monique Bastiaans como holandesa.
 En 1988 se trasladó a España (Chiva, Valencia) y desde entonces reside y trabaja en esta localidad, ella dice "me acoplo mucho más a las costumbres y la cultura de aquí que a las de Países Bajos o de Bélgica. En temas de naturaleza y paisajes, España es una caja de tesoros que no deja de sorprenderte nunca. Aquí, detrás de donde vivo solo hay monte, solo hay naturaleza, delante está la civilización y la ciudad". Es en esta ciudad donde empezó a realizar instalaciones e intervenciones. 
Forma parte de asociaciones de artistas, como:
- AVVAC, Artistas Visuales de Valencia, Alicante y Castellón.[5]

- AININ, Artists in Nature International Network.[6]

- NKVB, Nederlandse Kring van Beeldhouwers.[7]

- VEGAP, Visual Entidad de Gestión de Artistas Plásticos.[8] Las Ideales 2012. Monique Bastiaans

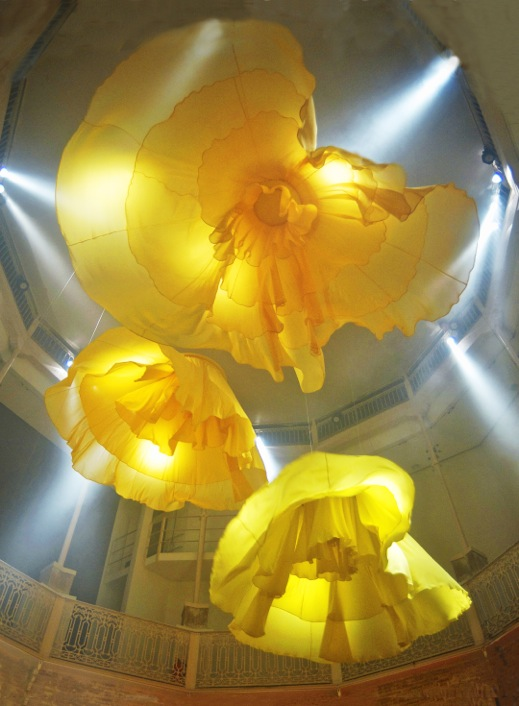
Las Ideales 2012. Monique Bastiaans

## Trayectoria
Monique Bastiaans comenzó trabajando la escultura en bronce y la pintura. Posteriormente pasó a utilizar materiales encontrados o materiales sintéticos, látex, plásticos, etc.; en los últimos años ha pasado a utilizar materiales más limpios, como el cartón, el hierro y la cerámica. También ha trabajado con engrudo que es un material natural que se puede devolver a la naturaleza. 
La obra de Bastiaans destaca por sus instalaciones, intervenciones y esculturas gigantes.
Como artista exponente del arte público, ha realizado para ayuntamientos y diputaciones encargos de elementos escultóricos, como los destinados al Ecoparque de Alcoy, al parque de Marchalenes, Valencia, la carretera del faro de Cullera, Castello de Rugat, Anson, Zaragoza, etc.
Monique Bastiaans fue seleccionada para realizar la escultura Atum en la Exposición Internacional de Zaragoza 2008.
Han escrito sobre su obra críticos de arte y escritores como Manolo García, Nilo Casares, Rosa Ulpiano, Clara Muñoz y Carlos Marco, entre otros.
Su obra es motivo de análisis y estudio en las facultades de Bellas Artes e Historia del Arte y en tesis doctorales relativas a intervenciones artísticas en espacios naturales, como: Intervenciones artísticas en «espacios naturales»: España (1970-2006)  firmada por Gregoria Matos Romero y presentada en la Facultad de Bellas Artes de la Universidad Complutense de Madrid o la titulada Arte de la Tierra en España: Paradigma femenino de Belén Brígido Arnela y dirigida por Carmen Andreu Lara en la Universidad de Sevilla.
En 2018 fue nominada a los Premios Pont del Mediterrani, Mostra Viva del Mediterráneo en la categoría de las Arte Visuales. Estos premios se otorgan par a reconocer la contribución que favorece el diálogo y el entendimiento entre las culturas de los pueblos mediterráneos.

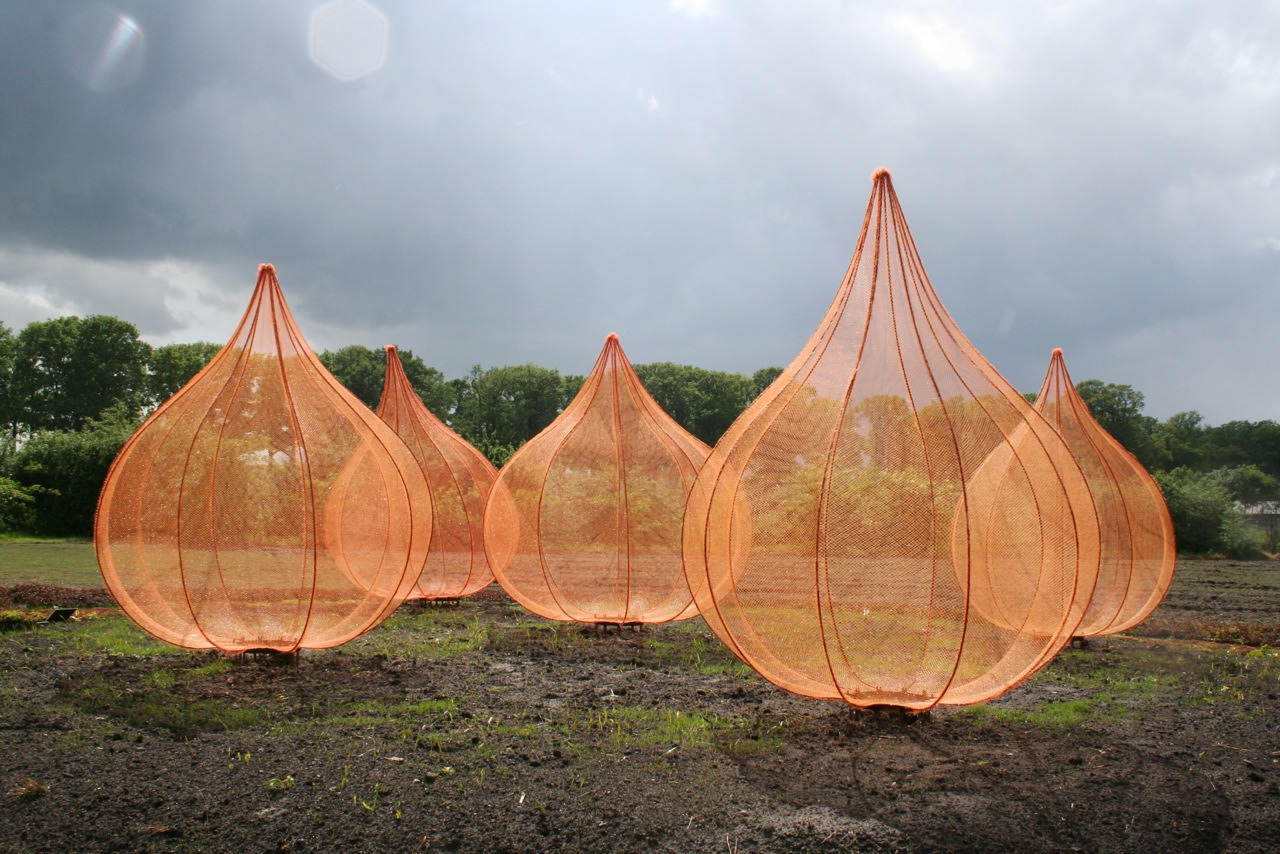
Knollen en Bollen 2014 Monique Bastiaans

En 2020 Monique Bastiaans recibió el encargo y realizó la escultura del Premio a la Promoción de la Realidad Multilingüe de España, concedido por los gobiernos autonómicos de Euskadi, Cataluña, Galicia, Comunidad Valenciana, Navarra y Baleares. La obra Premio a la Promoción de la Realidad Multilingüe de España, concedido por los gobiernos autonómicos de Euskadi, Cataluña, Galicia, Valencia, Navarra y Baleares. La obra es un ramo de flores que representa al Árbol de las lenguas en el que, aunque siendo cada una de las flores diferentes, el conjunto de todas ellas forma una unidad.
Ha formado parte de los jurados encargados de la concesión anual de los premios de la asociación Avvac, Artistes Visuals de Valencia, Alicante y Castellón.

### Land Art
Su obra también podría clasificarse dentro del Land Art. Trata de integrar la obra en el entorno y generar un diálogo con él. Ha participado en diferentes ediciones de los programas de Land Art como: El Carpio (Córdoba), Teror (Gran Canaria), Upssala (Suecia), Brunsun (Países Bajos).
Dentro del Land Art, Bastiaans tiene un mundo particular muy respetuoso con el medio ambiente. Sus intervenciones se presentan como un tributo al lugar donde se realiza. 
Su área de trabajo se centra en el paisaje natural y el paisaje urbano convirtiendo su obra en una marca dentro de estos, un hito en el paisaje establecido.
Sus  impresiones y referentes proceden de artistas tales como Christo y Jeanne-Claude o el trabajo con hojas de Goldsworthy, Mona Hatoum, Anish Kapoor, Rebecca Horn y ha manifestado admiración por Louise Bourgeois. 
Con su obra interviene en el espacio abierto creando un discurso entre realidad, acción y público. 
En su recorrido artístico explora e incorpora elementos de notable relevancia en la evolución de la escultura, la instalación contemporánea y la ocupación e intervención en espacios naturales, urbanos e industriales. El uso de plásticos, látex, textiles, siliconas denota que Monique Bastiaans está en una continua búsqueda de soluciones formales, técnicas y estéticas.
Monique Bastiaans ha participado en festivales como, de landart Wadden Tide en Vadehavet, Esbjerg, Dinamarca en 2019, en este presentó una obra inspirada en el poema La Conferencia de los Pájaros del poeta Farid ud-Din Attar, esta obra, Seven Valleys, se compone de  compone de 7 esculturas móviles de hierro, aluminio, cerámica, caucho y cristal.
Dice el crítico de arte Toni Calderón: 
```
Monique Bastiaans es una de las más significativas aportaciones al arte contemporáneo de los últimos años. Está presente en la mayoría de los eventos nacionales e internacionales. Tiene trabajos muy variados, de claro contenido feminista, de denuncia social, de recuperación de la memoria, de especial sensibilidad con el entorno con numerosas incursiones en la naturaleza y también en el ámbito público. En definitiva, una artista con una gran capacidad para adaptar su trabajo a un gran número de discursos artísticos, sociales e incluso políticos.
[
21
]
```

### Arte efímero
En 1993 empezó a realizar intervenciones en espacios públicos y en la naturaleza. Algunas de sus obras son permanentes pero la mayoría son consideradas como arte efímero. El arte efímero pervive a través del material documental generado durante la realización del proyecto de arte público y  los reportajes fotográficos, grabaciones, catálogos y publicaciones.

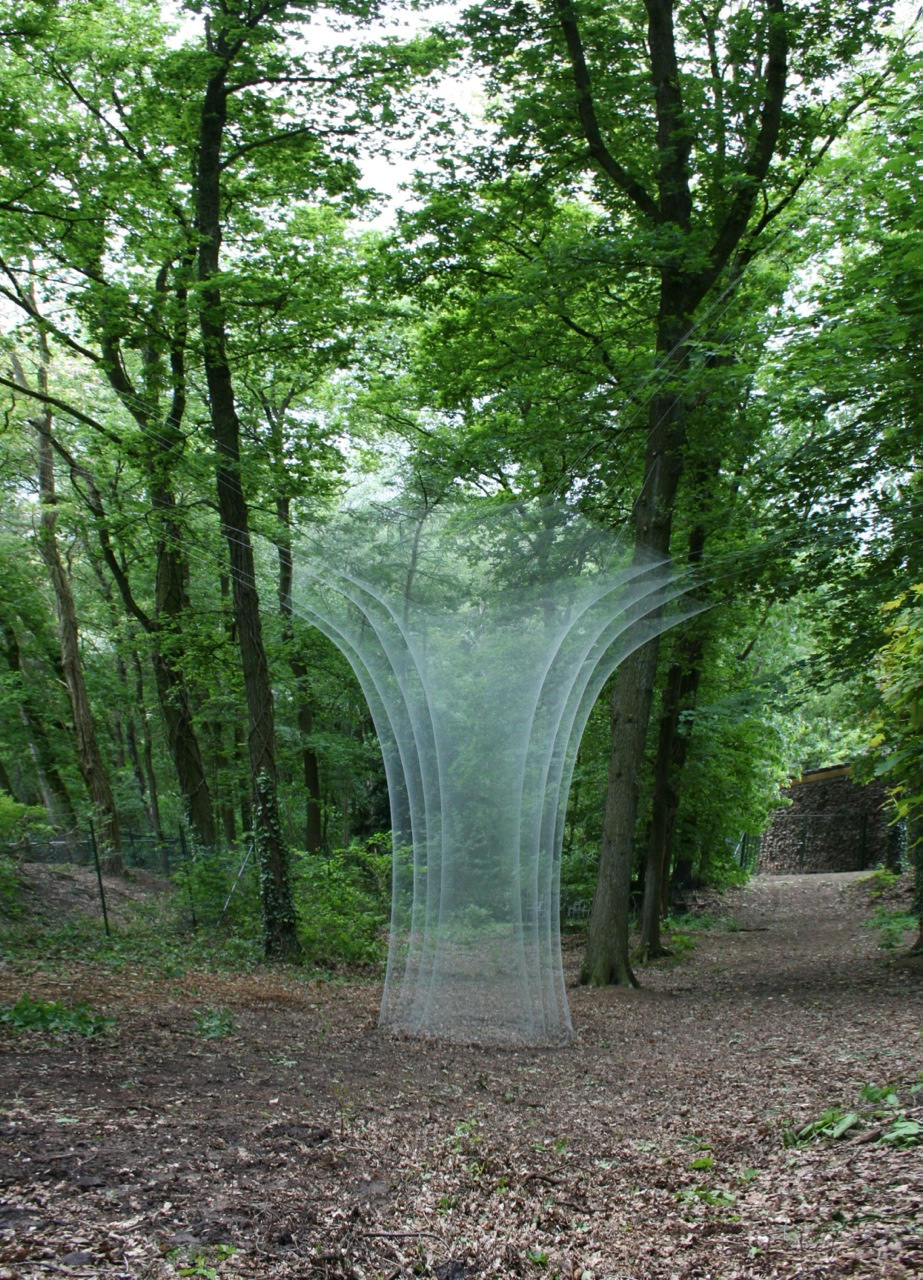
Mediodía se celebra en el Interior 2001 Monique Bastiaans

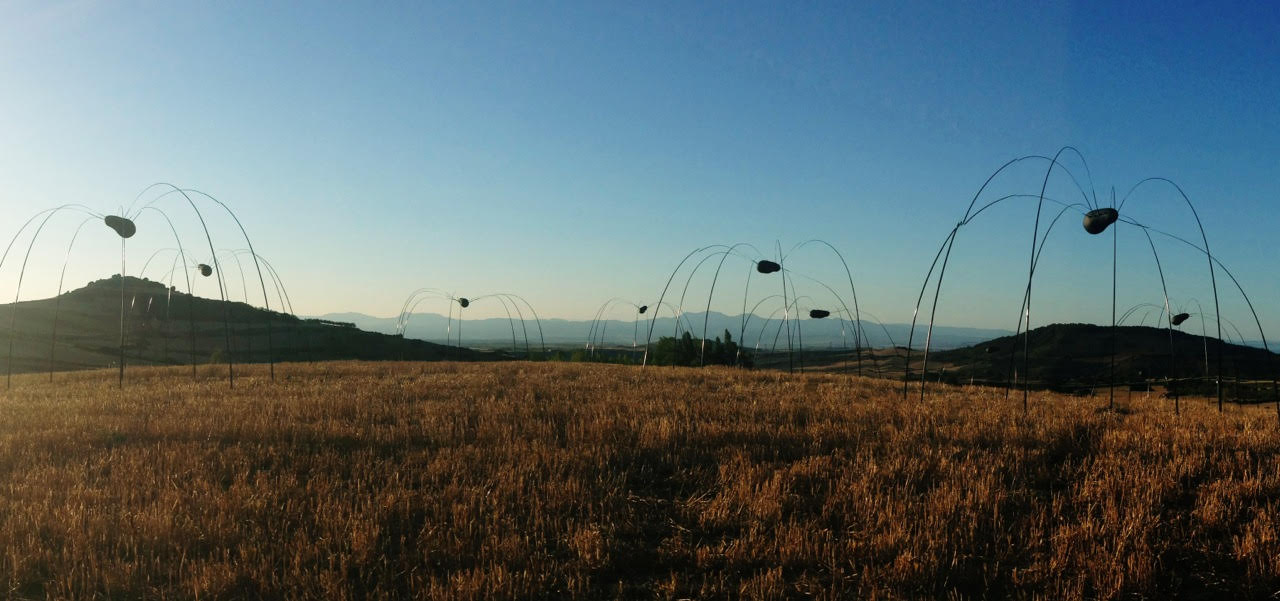
Loi Loi 2017 Monique Bastiaans

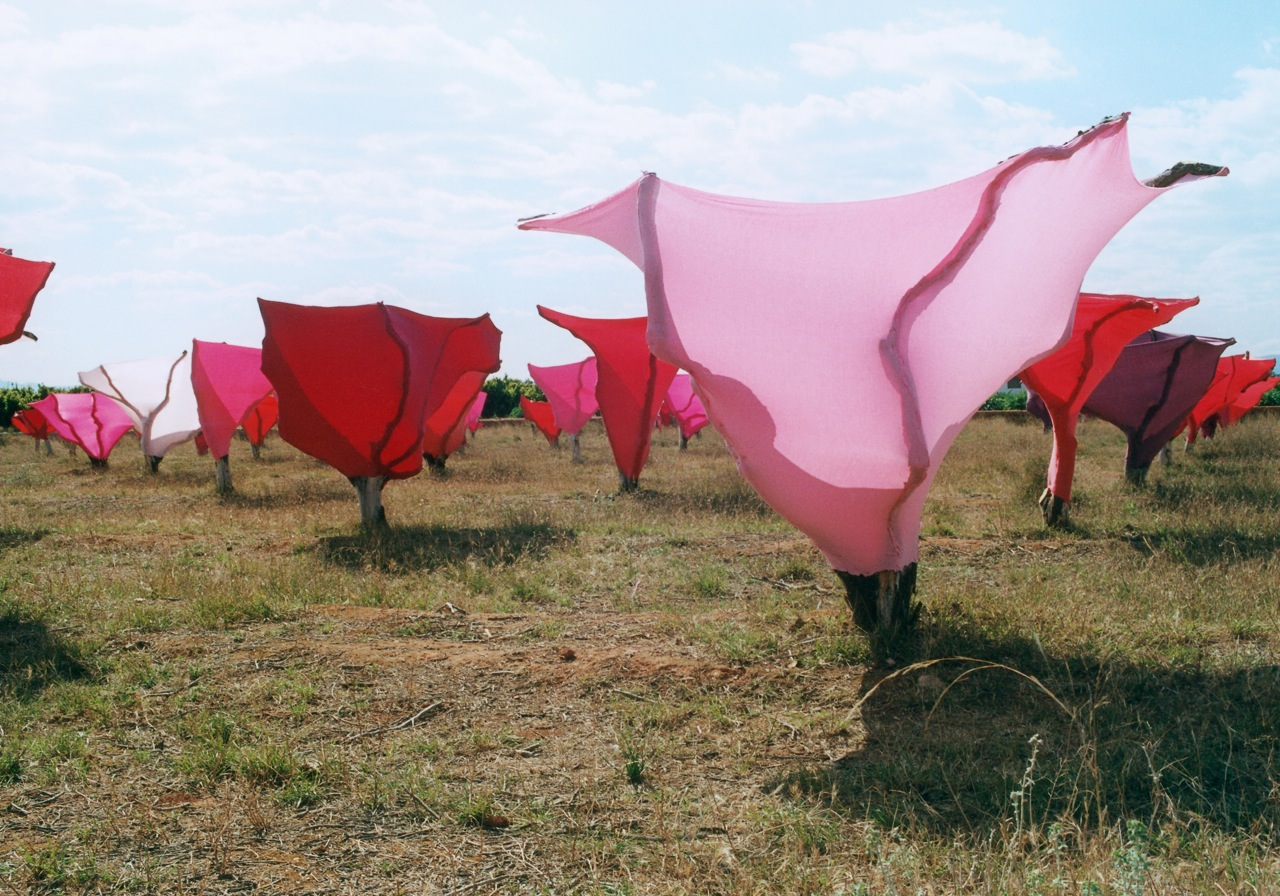
Adeu tristesa 2000. Monique Bastiaans

### Docencia
Como docente, ha impartido clases de escultura en la facultad de Bellas Artes de Cuenca. Participa e imparte cursos y talleres en diferentes ámbitos y espacios, así como en el programa oficial del Máster de Producción Artística de la UPV.
También ha impartido talleres en las Jornadas “(los) Usos del arte_Usos de ida y vuelta”, de la Universidad de Zaragoza.

## Intervenciones e instalaciones
Sus intervenciones establecen un diálogo entre la realidad, la acción y el público. El espacio público, sea en la ciudad o en la naturaleza, aparece como lugar común, de convivencia y de encuentros. Algunas de estas obras son:
- Follow/ Unfollow, 2018  Instalación realizada en las salas de la Fundación Antonio Pérez de Cuenca.[26] Obras de gran  formato, de diferente texturas y materiales   naturales  como  el algodón,  el  serrín  o  la  cerámica,  el aluminio, etc. Sus obras  están en continuo movimiento, flotando, proyectando sombras, reflejando la luz, incorporando música, produciendo sonidos, vibrando y ofreciendo mil puntos de vista que invitan al espectador a reflexionar.  Bastiaans utiliza símbolos de la ciudad, como por ejemplo el cáliz de su escudo;  aborda el tema  la pervivencia de las religiones como elemento inmovilista y reaccionario enfrentado a una realidad siempre cambiante.[27]

En opinión catedrático de la Universitat Politècnica de València, Juan Bautista Peiró:
```
 "El trabajo  artístico  de  Monique  Bastiaans  pone  en  tensión  uno  de  los  rasgos  más característicos  de  las  artes  plásticas:  su  capacidad  de  poner  en  relación  lo  distinto,  lo distante,   lo opuesto   incluso.   Y   hacerlo   de   tal   modo   que   el   objeto   artístico   se transforma en un instrumento dinamizador del espectador, invitándolo a interrogarse, a emocionarse, a identificarse con la obra, y por ende, con la artista".
[
28
]
```

- Loi Loi, 2017.  Participa en la XV muestra de  'Arte en la Tierra'  en los campos de Santa Lucía de Ocón, La Rioja, con el proyecto Loi Loi, intervención lúdica y reflexiva[29] formada po un grupo de 12 arañas de unos 3,5 metros de alrtas. El viento es el que juega y da vida a la obra, generando unos nomovimientos impredecibles.[30][31][32]

- Árbol de las lenguas, 2016, para conmemorar el "Día de las Lenguas".[33][34] La escultura tiene la forma de un árbol con hojas que representan las 7.000 lenguas vivas en el  mundo hechas de  cerámica por alumnos y alumnas de escuelas y escoletas de la ciudad de Valencia. Es un proyecto de creación artística colaborativa y trata de poner en valor la diversidad cultural y la riqueza del multilingüismo. Se completa con luces y audios de las diferentes lenguas del mundo a partir del Atlas lingüístico de la Unesco.[35]

- Ejercicios para crecer, instalación artística no religiosa en la Plaza de la Virgen de Valencia, formada por 4.250 espigas de cebada hechas con arcilla por las ciudadanas y los ciudadanos, la idea trata de acercar la naturaleza a la ciudad.[2][36]
- Espacio privado, Espacio imaginado, 2010. Habla de la reflexión sobre el espacio interior, ya sea privado o doméstico.[37]
- Las Ideales, 2012, en homenaje a las mujeres cigarreras. Esta instalación donde se mezclan formas, sonidos, texturas y olores, se despliega  en el marco histórico de la fábrica de tabacos de Alicante, hoy centro de cultura. La obra y el entorno se implican  en términos espaciales, lumínicos, materiales, cromáticos, auditivos y aromáticos.[38]

Dice Monique Bastiaans:
```
... es una metáfora sobre la memoria alicantina y la antigua fábrica de tabacos. Germen de reivindicaciones en las condiciones de trabajo y de las inquietudes feministas.
[
39
]
```

- Ha llegado a su destino, 2011. Museo Vostell Malpartida (Cáceres).[40] Tema con especial significado por evocar el destino, ya que tanto el  artista alemán Wolf Vostell en 1976  como ella misma en 1988, eligieron España como destino. «En realidad no hay un destino, el destino es ahora mismo», dice Bastiaans. Se compone de cinco instalaciones que se integran en el espacio interior y exterior de este museo con magia, catedral del arte fluxus y fundado por Wolf Vostell.[41] Bastiaans ha realizado varias esculturas, intervenciones y una instalación sonora, junto al compositor Leopoldo Amigo, que ocupan diferentes espacios, tanto exteriores como interiores, del museo creado por Wolf Vostell en  el paraje natural de Los Barruecos, en Malpartida de Cáceres.[42]

- Mulier, Mulieris IV, 2010. La exposición pretendió rendir  homenaje a las mujeres como creadoras de vida y transformadora del espacio circundante. Se instaló Museo de la Universidad de Alicante.[43]
- REPLAY ¿puede el presente afectar al pasado? 2009. Esta intervención pretendió alterar el tiempo y el espacio en el museo, un encuentro entre las obras de diferentes artistas del pasado dialogaban en sintonía con las obras contemporáneas, su nueva versión e interpretación en el presente realizada por Bastiaans en el Museo de Bellas Arte de Murcia (MUBAM) y dentro del proyecto Asincronías.[44]
- Todos los caminos llevan aroma, 2008. De forma alegórica reconstruye la propia morfología del paisaje introduciendo elementos que habitan artificialmente en el entorno natural de El Carpio.[16]
- Plaisir de Fleurir, 2007. Ofreció una exaltación de lo natural donde fundía lo conceptual y lo formal. Fue una instalación de formas orgánicas y materiales sintéticos que estableció una atmósfera misteriosa y de bellas formas que envueltas con la música, el olor y el tacto crearon una experiencia para ser vivida.[45][46][47]
- Vecinos Verticales, 2007, en Lametro de Valencia.[48] Convirtió la sala en un enorme acuario que se podía observar desde el interior y desde el exterior, donde formas orgánicas y materiales sintéticos vivían en un mundo colorido donde la luz fue la máxima protagonista. Tejidos, plásticos y siliconas sirvieron de base a la artista para construir unas originales esculturas que exaltaban lo natural.
- Germinal, 2006.[49]  Aludía al proceso de transformación de la semilla en una nueva planta con inquietantes y sensuales medusas gigantes semienterradas en la playa.
- Mediodía se celebra en el interior, 2006. [50] Se componía de una red de nailon en la naturaleza, con la luz del sol, el viento. En el paisaje la obra no terminaba  sino que formaba parte del entorno.
- Moony, 2002.  Intervenciones Plásticas en la Marina en la Comunidad Valenciana.
- ¡Uwaga!, 2001. Intervención en la plaza del mercado de Valencia para el Espai d'Art la Llogeta, Obra Social de la CAM. Red de flotadores, de 10*10*1,7 m de altura.[51]
- Adéu Tristesa, 2000. Intervención en un campo de 270  naranjos muertos en Ribarroja, Valencia.[52]

## Exposiciones
Ha participado en numerosas ferias y exposiciones nacionales e  internacionales, entre otras: La Bienal de Uppsala, Suecia y de St. Lorenzen, Austria; Catalyst Arts, Belfast, Irlanda-N; Oisterwijk Skulptuur, Oisterwijk, Países Bajos; Museu da Água, Lisboa, Portugal;  Hemelzweet. Odapark, Venray, Países Bajos; K.Art Museum, Komagane, Japón; Bassin, Maastricht, Países Bajos; KuuB es un espacio multifuncional para el arte y la cultura en el barrio de los museos de Utrecht; ARCO, con el Gobierno de Aragón, Madrid. Festival de arte Intramuros, Valencia.
Ha expuesto en diferentes galerías y museos: Museo Vostell Malpartida, Cáceres; Espai Lambert, Xavea; Galería Laesferazul, Valencia; Galería Theredoom, Barcelona; Galería Interart, Heeswijk-Dinther, Países Bajos; Fundació Espais, Gerona; Espacio C, Santander; MUVIM, Valencia; Espai Quatre, Palma de Mallorca; Galerie J. Straten, Grubbenvorst, Países Bajos; Casa de España, Utrecht (Países Bajos). Galerie Kunst, Badhoevedorp, (Países Bajos). Galerie Telloor, Alkmaar (Países Bajos). Lametro, Valencia; Sala Parpallo, Valencia; Segunda Bienal de Canarias, Tenerife; Gouvernement aan de Maas, Maastricht, Países Bajos (selección 1994-2009).  Galería Laesferazul, Valencia; El Centro de Arte La Regenta de Las Palmas de Gran Canaria; Fundación Antonio Pérez (Cuenca); VIII Encuentro Bienal ArteLanzarote 2015; Intramurs, Festival per l’art a València, 2015 LAMETRO FGV 

## Entrevistas y vídeos

### Entrevistas
Las entrevistas concedidas por Monique Bastiaans, íntimamente relacionadas con su obra, explican  el porqué y la evolución, desde la idea hasta su intervención en el espacio público.
MAKMA Revista de las artes visuales y cultura contemporánea. Creciendo Monique Bastiaans.
Campo de Cebada Intramurs 2015
KUUB  (2014)
BARBARA BACONI. MONIQUE BAS...

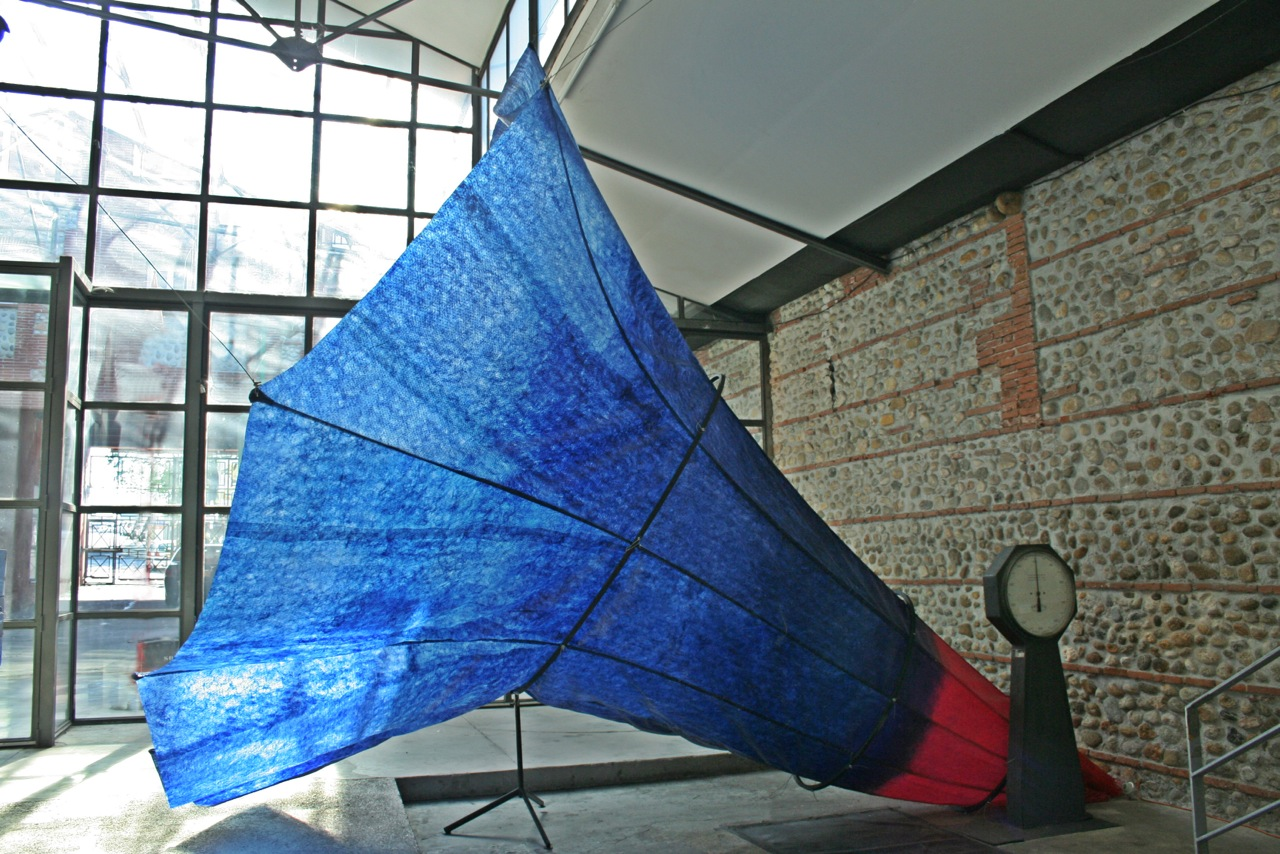
Gran Hermana. Monique Bastiaans

Ejercicios para Crecer  EspacioIDEO_INTRAMURS_
Exposicio ACENTMETRESDUCENTREDUMONDE PERPINYA (2010)
Cabanyal

### Vídeos
En los vídeos se muestra el proceso creativo y el resultado, lo que permite conocer y disfrutar en cualquier momento del arte efímero. 
Algunos de sus vídeos son: 
- LoiLoi.[59][29]
- El árbol de las lenguas. L'altre eco. Centro del Carmen. Valencia. Junio. 2016.[60]
- Ejercicios para crecer.[61][62]

- Todos los caminos llevan Aroma.[63]
- La Ideales.[64]
- FIA Chateau De Bougey 2013, France.[65]
- Vecinos verticales.[66]
- El Carpio Scarpia VII.[67]
- Observatori 2005.[68]

## Catálogos y Publicaciones
Los catálogos y publicaciones de la obra de Monique Bastiaans se han convertido en un referente para el estudio del arte público.

### Catálogos individuales
2018. Follow/Unfollow.
2012. Las Ideales.
2011. Ha llegado a su destino.
2009. Lunes, Miércoles y Por la noche. 
2009. REPLAY ¿puede el presente afectar al pasado?
2007. Plaisir de Fleurir.
2007. Monique Bastiaans. LAMETRO.
2006 Vecinos Verticales.
2001. ¡Uwaga! 
2000. Adéu Tristesa. 
2000. Pura Fibra. 
1999. Entre col y col, lechuga,
1995. Monique Bastiaans: OXO.
1994. Doremimela.

### Catálogos colectivos
- 2015. Scarpia[81]
- 2010. Espacio privado, Espacio imaginado.[82]
- 2010. Mulier, Mulieris IV.[83]
- 2006. Germinal[84]
- 2005. Intervencions plàstiques a la Marina : 2005[85]
- 2005. Observatori 2005. Blanco Añó
- 2005. Dona-Arbre. Fundació Espais[86]
- 2004. Artistas Holandeses en Valencia.[87]
- 2004. La esfera azul : diez años, diez!.[88]
- 2004. Espacio C. Arte Contemporáneo Camargo.[89]
- 2001. Naturaleza, Utopías y Realidades.[90]

## Obras en colecciones
- España: Museo Vostell Malpartida, de Cáceres;  Museo de Calahorra, Calahorra; Ayuntamiento de Valencia; Ayuntamiento de Chiva; Ayuntamiento de Castello de Rugat, Gandia; Laimprenta, Valencia; LaMetro,[91] Valencia  Ayuntamiento de Carlet; Torres Impressors, Carlet; Universidad Politécnica de Valencia; Bodegas de Carlet; Ferrocarrils de la Generalitat Valenciana; Consellería de Educación, Investigación, Cultura y Deporte, Valencia; Bodegas Gandia, Requena;
- Francia: Centro de Arte Contemporáneo, Perpiñán; Colección Château de Bougey, Bougey;
- Países Bajos: Gouvernement Maastricht; ARCUS College, Heerlen; Colección Astrid en Dick Rackhorst, Heeswijk; Golden Tulip Hotel, Ámsterdam;  Kunstuitleen Utrecht; Ayuntamiento de Ysselstein; Ayuntamiento de Utrecht;  Stadsschouwburg Utrecht.